# Francis Clifford (auteur)
Pour les articles homonymes, voir Francis Clifford et Clifford.
Francis Clifford, nom de plume d'Arthur Leonard Bell Thompson, né le 1er décembre 1917 à Bristol en Angleterre et mort le 24 août 1975 à Weybridge dans le Surrey, est un écrivain britannique, auteur de roman policier.

## Biographie
De 1928 à 1935, il fait des études au Christ’s Hospital de Bristol, puis travaille comme agent commercial jusqu'en 1939 avant de participer pendant la Seconde Guerre mondiale à la campagne de Birmanie jusqu'en 1943. Plusieurs fois blessé, il est décoré de l'ordre du Service distingué. Après la guerre, il travaille comme journaliste de 1946 à 1959. Pendant cette période, il se convertit au catholicisme, « ce qui explique le comportement parfois moralisateur de ses protagonistes et une certaine analogie de son œuvre avec celle de Graham Greene à qui il emprunte certains thèmes et types de personnages, notamment les héros tourmentés », selon Claude Mesplède.
En 1953, il publie son premier roman Le Pont sur le Nam-Tung (Honour the Shrine). Le Salaire de la pitié (Act of Mercy), publié en 1959, se déroule dans un pays imaginaire d'Amérique du Sud où après un coup d’état, Tom Jordan, résident anglais pacifiste, découvre le président destitué blessé dans sa voiture. Il décide de lui faire franchir la frontière, mais bloqué à un barrage, il est obligé de tuer. Ce roman est adapté au cinéma en 1962 dans un film britannique réalisé par Anthony Asquith sous le titre Sept heures avant la frontière  (Guns of Darkness). Chantage au meurtre (The Naked Runner), paru en 1966, est également adapté dans un film britannique réalisé sous le titre éponyme par Sidney J. Furie, avec Frank Sinatra. 
Francis Clifford est lauréat à deux reprises du Silver Dagger Award pour À chacun son mensonge (Another Way of Dying) et Grosvenor Square Goodbye.

## Distinctions
- Ordre du Service distingué

## Œuvre

### Romans
- Honour the Shrine (1953)
  - Le Pont sur le Nam-Tung, collection Fleuve noir, coll. Feu no 64 (1967)
- The Trembling Earth (1955)
- Overdue (1957)
  - Rien ne nous avertira, Casterman (1966)
- Something to Love (1958)
- Act of Mercy (1959) (autre titre Guns of Darkness)
  - Le Salaire de la pitié, Casterman (1971)
- Battle is Fought to Be Won (1960)
  - L'Étrange Victoire, Casterman (1965)
- Time is an Ambush (1962)
  - Reviendrez-vous demain ?, Casterman (1973)
- The Green Fields of Eden (1963)
  - Le Jeu de la mort et du hasard, Casterman (1966)
- The Hunting Ground (1964)
  - Le Terrain de chasse, Gallimard, Série noire no 966 (1965)
- Third Side of the Coin (1965)
  - De trois choses l'une, Casterman (1968)
- The Naked Runner (1966)
  - Chantage au meurtre, Casterman (1967) ; réédition, J'ai lu no 359 (1970)
- All Men Are Lonely Now (1967)
  - Trahison sur parole, Casterman (1969) ; réédition, J'ai lu no 388 (1971)
- Another Way of Dying (1968) - Silver Dagger Award
  - À chacun son mensonge, Casterman (1970)
- The Blind Side (1971)
  - Un soir à Evensham, Casterman (1972)
- A Wild Justice (1972)
  - L'Irlandaise, Casterman (1973)
- Amigo, Amigo (1973)
  - Amigo, Amigo, Gallimard (1977)
- Grosvenor Square Goodbye (1974) (autre titre Good-Bye and Amen) - Silver Dagger Award
- Drummer in the Dark (1976)
- Desperate Journey (1979)

## Filmographie

### Adaptations
- 1962 : Sept heures avant la frontière (Guns of Darkness), film britannique réalisé par Anthony Asquith, adaptation du roman Act of Mercy, avec Leslie Caron et David Niven
- 1967 : Chantage au meurtre (The Naked Runner), film britannique réalisé par Sidney J. Furie, adaptation du roman éponyme, avec Frank Sinatra et Peter Vaughan

## Sources
- Claude Mesplède, Dictionnaire des littératures policières, vol. 1 : A - I, Nantes, Joseph K, coll. « Temps noir », 2007, 1054 p. (ISBN 978-2-910-68644-4, OCLC 315873251), p. 442-443.
- Claude Mesplède, Les années "Série noire" : bibliographie critique d'une collection policière, vol. 2 : 1959-1966, Amiens, Editions Encrage, coll. « Travaux » (no 17), 1993 (ISBN 978-2-906-38943-4), p. 272.
- Claude Mesplède et Jean-Jacques Schleret, SN, voyage au bout de la Noire : inventaire de 732 auteurs et de leurs œuvres publiés en séries Noire et Blème : suivi d'une filmographie complète, Paris, Futuropolis, 1982 (OCLC 11972030), p. 83